# Julián Cuevas
Pour les articles homonymes, voir Cuevas.
Cuevas  González est un nom espagnol. Le premier nom de famille, en général paternel, est Cuevas ; le second, en général maternel, souvent omis, est González.
Julián Cuevas González (né le 17 mai 1948 à Miengo et mort le 1er novembre 2000 à Ruesga) est un coureur cycliste espagnol, professionnel de 1969 à 1975. Son plus grand fait d'armes est d'avoir remporté une étape du Tour d'Espagne en 1970.

## Palmarès

### Palmarès amateur
- 1965
  -  Champion d'Espagne sur route juniors
- 1967
  - 7e étape du Tour de Navarre
- 1968
  - 6eb étape du Tour de Navarre

### Palmarès professionnel
- 1970
  - 4e étape du Tour du Levant
  - 2e étape du Tour d'Espagne
  - 5e étape du Tour d'Aragon
- 1972
  - 2e étape du Tour du Pays basque
  - 1re, 2e et 3e étapes du Tour de La Rioja
- 1973
  - 1re étape du Tour du Pays basque

## Résultats sur les grands tours

### Tour d'Espagne
4 participations
- 1969 : 33e
- 1970 : 36e, vainqueur de la 2e étape
- 1971 : 41e
- 1972 : abandon (15e étape)